# Delémont
Delémont (niem. Delsberg; gsw. Dälschbrg, Däuschbrg; wł. Delemonte; rm. Delemunt; łac. Delemons) – miasto i gmina w pn-zach. Szwajcarii, siedziba administracyjna utworzonego w 1979 r. francuskojęzycznego kantonu Jura i okręgu Delémont. Leży na wys. 435 m n.p.m., ok. 30 km na pd-zach. od Bazylei. Powierzchnia miasta wynosi 21,97 km². W 2020 było zamieszkane przez 12 618 osób, dzięki czemu została największą gminą w okręgu względem liczby mieszkańców.

## Historia
Pierwsze ślady osadnictwa w regionie Delémont pochodzą z epoki brązu (Roc de Courroux). Region został trwale zasiedlony w okresie galloromańskim. Jak wskazują na to wykopaliska (pozostałości prymitywnych pieców hutniczych w Boécourt), w VI i VII w. naszej ery w dolinie Delémont istniał lokalny ośrodek hutnictwa żelaza. Pierwszy ośrodek miejski powstał ok. 1200 r. Do 1792 r. Delémont było letnią rezydencją książąt biskupów Bazylei, co przypomina stylizowany pastorał w herbie miasta. W 1815 r. miasto weszło w skład Konfederacji Szwajcarskiej poprzez przyłączenie posiadłości biskupów Bazylei do kantonu Berno. Od 1 stycznia 1979 r. jest siedzibą administracyjną nowo utworzonego kantonu Jura.

## Demografia
W 2020 w Delémont mieszkało 12 618 osób. W 2020 roku 29% populacji gminy stanowiły osoby urodzone poza Szwajcarią. 

## Gospodarka
Miasto jest jednym z najważniejszych ośrodków szwajcarskiego przemysłu precyzyjnego, w tym produkcji zegarków.

## Transport
Przez teren gminy przebiegają autostrada A16 oraz drogi główne nr 6 i nr 18.

## Współpraca
miejscowości partnerskie:
- Belfort, Francja